# Новодворье (Червенский район)
Новодворье (бел. Навадвор'е) — деревня в Червенском районе Минской области Беларуси. Входит в состав Рованичского сельсовета.

## География
Расположена в 31 километре к северо-востоку от Червеня, в 73 км от Минска, на левом берегу реки Уша, в месте впадения в неё речки Ворок.

## Археология
В 800 метрах к востоку от деревни обнаружен курганный могильник из трёх насыпей, датируемый железным веком.

## История
Хотя места вблизи деревни были заселены ещё в древние времена, сам населённый пункт основан в начале XX века. На карте Шуберта 1870 года поселение отсутствует, однако на правобережье речки Ворок, вблизи её устья, отмечена суконная фабрика. На 1908 год фольварок, входивший в состав Беличанской волости Игуменского уезда Минской губернии, где было 3 двора, проживали 15 человек. На 1917 год в фольварке 1 двор и 16 жителей. После Октябрьской революции 1917 года фольварок был преобразован в деревню (посёлок). 20 августа 1924 года посёлок вошёл в состав вновь образованного Рованичского сельсовета Червенского района Минского округа (с 20 февраля 1938 — Минской области). Согласно переписи населения СССР 1926 года здесь было 9 дворов, где проживали 53 человека. Во время Великой Отечественной войны деревня была оккупирована немецко-фашистскими захватчиками в конце июня 1941 года. В лесах в районе деревни развернули активную деятельность партизаны бригад «Разгром» и имени Щорса, между ними и немцами происходили жёсткие бои, в результате которых многие партизаны из бригады «Разгром» погибли и были похоронены в братских могилах в лесу вблизи деревни. 4 жителя Новодворья не вернулись с фронта. Освобождена в начале июля 1944 года. В 1959 году на братских захоронениях партизан были установлены 7 памятников-обелисков. На 1960 год население деревни составило 109 человек. В 1966 году к Новодврью была присоединена деревня Быковщина (хутор Бык), впоследствии исчезнувшая полностью. В 1980-е годы Новодворье относилось к совхозу «Краснодарский». На 1997 год здесь было 20 домов и 36 жителей. На 2013 год 10 круглогодично жилых домов, 14 постоянных жителей.

## Туризм
В деревне находится охотничий домик ГЛХУ «Червенский лесхоз».

## Население
- 1908 — 3 двора, 15 жителей
- 1917 — 1 двор, 16 жителей
- 1926 — 9 дворов, 53 жителя
- 1960 — 109 жителей
- 1997 — 20 дворов, 36 жителей
- 2013 — 10 дворов, 14 жителей